# بوبي ووكر (لاعب كرة قدم)
بوبي ووكر (بالإنجليزية: Bobby Walker)‏ (1 يناير 1906 في المملكة المتحدة - ) هو لاعب كرة قدم بريطاني في مركز مهاجم داخلي. لعب مع نادي كيلمارنوك ونيويورك ناشيونالز ونادي ستيرلينغشير الشرقية وPawtucket Rangers ‏.